# 네브리나우아카리
네브리나우아카리(Cacajao hosomi)는 신세계원숭이에 속하는 우아카리원숭이의 일종이다. 브라질 아마존 삼림 지역에서 새롭게 발견된 종이다.
오클랜드 대학의 장 필립 부빌이 브라질의 네그루강에 사는 원주민인 야노마모 인디언의 사냥에 따라나섰다가 발견했다. 국제영장류동물학지에 C. hosomi이라는 학명으로 공식 발표되었다.
부빌과 그의 동료들의 2008년 연구에 따르면, 우아카리원숭이속에 속하는 종은 이제 4종이다: C. calvus, C. melanocephalus, C. hosomi and C. ayresi.